# Integrated Initial Flight Plan Processing System
Das Integrated Initial Flight Plan Processing System (IFPS) ist ein von Eurocontrol bereitgestelltes System zur Aufgabe von Flugplänen. Es steht in den meisten europäischen Ländern, in der Türkei, auf Malta, auf Zypern und auf den Kanaren zur Verfügung. In IFPS aufgegebene Flugpläne werden vom System auf Format, Syntax und Streckenlogik überprüft. Bei erfolgreicher Verarbeitung wird dem Flugplanaufgeber eine Acknowledge Message (ACK-Meldung) zugesandt. Flugplanmeldungen, die nicht verarbeitet werden können, werden manuell innerhalb des IFPS korrigiert, der Flugplanaufgeber bekommt eine Manual Message (MAN). Kann der Flugplan manuell nicht korrigiert werden, wird er abgewiesen (REJ, Reject Message) und muss neu aufgegeben werden.